# 13 f.Kr.
| 13 f.Kr.           |
| ------------------ |
| Dødsfald - Fødsler |

## Dødsfald
- Marcus Aemilius Lepidus, romersk politiker og en af Julius Cæsars største støtter.